# Engelhard Arzneimittel
Engelhard Arzneimittel este o companie farmaceutică activă la nivel internațional, axată pe cercetare și producția de medicamente OTC. Fondată în 1872 ca parte a farmaciei Rosen din Frankfurt pe Main și având sediul în cartierul Nordend al orașului pentru o lungă perioadă, compania și-a mutat sediul în Niederdorfelden, situat în districtul Main-Kinzig, începând cu anul 2000. Printre cele mai importante produse ale companiei se numără Prospan, Isla, Tyrosur, Muxan și Esprico.

## Istorie

### Structură

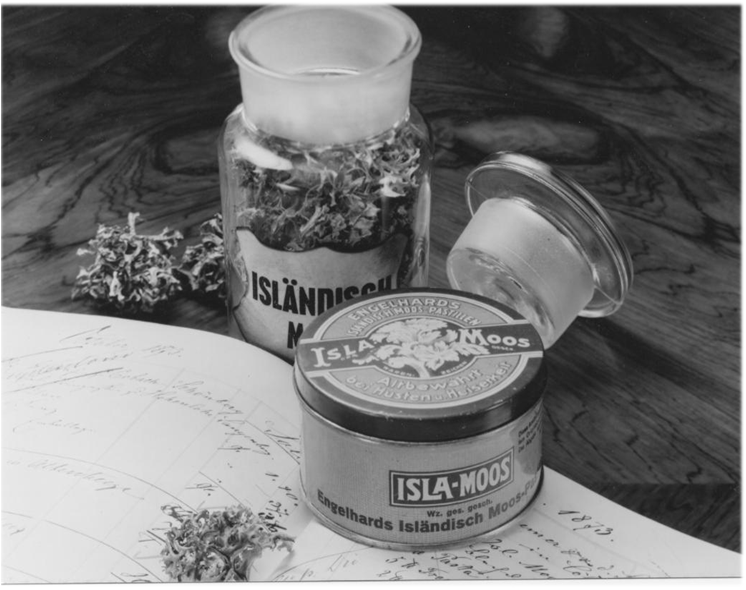
Paste islandeze cu mușchi

Isländisch Moos Pasta, pentru care în anul 1868 s-a înregistrat prima comandă, a fost dezvoltată de farmacistul Karl Philipp Engelhard, elev al lui Justus von Liebig, în farmacia Rosen fondată de tatăl său, Georg Heinrich Engelhard, în Frankfurt pe Main. Trei decenii mai târziu, în anii 1890, Engelhard a dezvoltat produsul pentru îngrijirea pielii și a copiilor, Dialon Puder, un preparat care, la fel ca și celebrele Frankfurter Pillen produse și distribuite tot în farmacia Rosen, a cunoscut o mare popularitate.
În anul 1872, farmacistul Engelhard a fondat Fabrica de preparate farmaceutice Karl Engelhard. Destul de curând, el a devenit unul dintre primii antreprenori germani care au început producția automatizată de tablete cu ajutorul preselelor de tablete parțial dezvoltate de el însuși. Deoarece spațiul de la locația inițială a farmaciei Rosen de pe strada Am Salzhaus 3, între Roßmarkt și Großer Hirschgraben, a devenit curând prea mic, în anul 1891 s-a pus piatra de temelie pentru o nouă fabrică în Sandweg. În anul 1894, Karl Engelhard a solicitat aprobarea pentru continuarea afacerii sale în noile clădiri.
Prin acțiuni de publicitate, produsele sale au devenit populare. Poetul și farmacistul Theodor Fontane a descris în romanul său postum din 1906, Mathilde Möhring, cum primarul răcit a luat cu el o cutie de pastile de mușchi de islandez pentru a patina pe gheață.
În anul 1901, Karl Engelhard a vândut farmacia Rosen și s-a dedicat în întregime fabricii de medicamente. Doi dintre cei trei fii ai săi și sora lor cea mai mare, Resi, Paul și Max Engelhard, au adus idei noi în fabrică. Odată cu apariția inflației, fondatorul companiei, Karl Engelhard, s-a retras în viața privată și a lăsat afacerea în mâinile fiilor săi. Nepoții lor, Max și Karl Engelhard, au intrat în conducerea companiei în anul 1939.

### Al Doilea Război Mondial și Reconstrucția
După ce în data de 4 octombrie 1943 o parte mare din fabrica din Sandweg fusese deteriorată în urma unui atac aerian asupra Frankfurtului pe Main, un alt atac cu bombă în ianuarie 1944 a dus la distrugerea a 70-75% din clădire. Cu toate acestea, producția a putut fi continuată în locații alternative din Lorsbach și Sprendlingen.
Imediat după încheierea celui de-al Doilea Război Mondial, a început reconstrucția fabricii de pe Sandweg și deja în anul 1947, cu ocazia aniversării de 75 de ani a companiei, a fost construită o nouă clădire pe fundația vechii fabrici.

### Evoluție până în prezent
Prin lansarea de noi produse, compania a crescut rapid dincolo de nivelul prebelic. În anul 1950 a fost introdus medicamentul pentru tuse Prospan, care se bazează pe un extract uscat de frunze de iederă; în anul 1959 au fost lansate medicamentul pentru vindecarea rănilor Tyrosur și pastila pentru supt în gât Trachisan a fost introdusă pe piață în 1979.
În anul 1997 a fost pus în funcțiune un nou centru de producție în Niederdorfelden. În anul 2000 întreaga companie s-a mutat acolo. În prezent, compania este condusă de Oliver Karl Engelhard, Richard Mark Engelhard și Rolf Engelhard. Compania familială independentă încă existentă angajează în prezent aproximativ 400 de persoane.
Engelhard exportă produsele sale în peste 100 de țări. Principalele piețe de export se află în special în Europa Centrală și de Est, Orientul Mijlociu și America Latină.

## Domenii terapeutice
Engelhard Arzneimittel cercetează, dezvoltă și produce medicamente pentru tratamentul bolilor respiratorii și ale pielii, tulburărilor de atenție și problemelor digestive. În acest sens, compania oferă medicamente pe bază de plante și medicamente cu compoziție chimică definită, precum și produse cosmetice și diete suplimentare echilibrate.